# Hyoseris
Hyoseris es un género de plantas herbáceas perteneciente a la familia de las asteráceas. Es originario de la región del Mediterráneo. Comprende 68 especies descritas y de estas, solo 4 aceptadas.

## Taxonomía
El género fue descrito por Linneo y publicado en Species Plantarum 808. 1753. 
Etimología
Hyoseris: nombre genérico cuyo significado se deriva de dos palabras griegas : "hyo" (= cerdo) y "seris " (= la achicoria, lechuga, ensalada), , "las lechugas o ensaladas de cerdos". 

## Descripción
Son plantas robustas, a menudo consideradas malas hierbas y que pueden crecer de forma ruderal. Las plantas de este género son muy similares a las del género Leontodon y Taraxacum.

## Especies
- Hyoseris lucida L.
- Hyoseris radiata L.
- Hyoseris scabra L.
- Hyoseris taurina (Pamp.) Martinoli